# Ameba
Ameba (Amoeba, dal greco antico ἀμοιβή, "cambio, trasformazione") è il nome comune di un genere di protisti, oggi generalmente raggruppati nel clade degli amebozoi.
Nelle classificazioni precedenti viene considerato un genere di protozoi appartenenti alla classe dei rizopodi. La specie più nota è Amoeba proteus. Una caratteristica particolare di questi organismi unicellulari è di mutare continuamente forma a causa del loro citoplasma privo di scheletro. Queste estroflessioni della membrana permettono alla cellula di strisciare sul substrato.

## Storia e classificazione
La più vecchia descrizione di un organismo simile ad un'ameba risale al 1755 a opera di August Johann Rösel von Rosenhof che chiamò la sua scoperta "il piccolo Proteo" ("der kleine Proteus") la divinità marina in grado di cambiare forma della mitologia greca. Anche se le illustrazioni di Rösel von Rosenhof mostrano una creatura simile a quelle d'oggi classificata come Amoeba proteus, il suo "piccolo Proteo" non corrisponde con certezza ad alcuna specie nota.
Il termine "Proteus animalcule" rimase in uso per tutto il XVIII e XIX secolo come nome generico per le specie ameboidi.
Nel 1758, apparentemente senza aver mai osservato personalmente il "Proteo" di Rösel von Rosenhof, Linneo include l'organismo nel suo sistema di classificazione, con il nome di Volvox chaos. Comunque, visto che aveva già assegnato il nome Volvox a un genere di alghe flagellate, cambiò più tardi il nome in Chaos chaos. Nel 1786, il naturalista danese Otto Friedrich Müller descrisse e illustrò una specie che chiamò "Proteus diffluens", che probabilmente corrisponde a quella d'oggi nota come Amoeba proteus.
Il nome del genere "Amoeba" fu introdotto nel 1830 dal naturalista tedesco Christian Gottfried Ehrenberg, come variazione di quello proposto da Jean Baptiste Bory de Saint-Vincent nel 1822 con la grafia "Amiba", dal greco amoibè (ἀμοιβή) che significa "cambio, trasformazione".

## Alcune specie
- Amoeba cristalligera
- Amoeba limax
- Amoeba proteus
- Entamoeba histolytica
- Balamuthia mandrillaris